# Carin Ellberg
| Woodelf (2005) |  | Främmande Växtlighet (2012) |
| Woodelf (2005) |  | Främmande Växtlighet (2012) |

Carin Bernhilde Ellberg, född 12 mars 1959 i Stockholm, är en svensk tecknare, målare och skulptör.

## Liv och verk
Carin Ellberg utbildade sig på Grundskolan för konstnärlig utbildning i Stockholm 1980-1981, Gerlesborgsskolan i Stockholm 1981-1983 och Kungliga Konsthögskolan i Stockholm 1984-1989. Hon hade sin första separatutställning på Galleri Mejan i Stockholm 1985.
Carin Ellberg fick 2005 Moderna Museets Vänners skulpturpris - K. A. Linds hederspris.
Ellberg är representerad vid bland annat Nordiska Akvarellmuseet, Norrköpings konstmuseum och Moderna museet.

## Offentliga verk i urval
- Det femte elementet, 2002, rondellen vid Norrtull i Gävle
- Woodelf, betong, 2005, Chapmans torg i Göteborg
- Förvandlingen, 2006, reliefer i brons på fondvägg i Rica Talk Hotel i Älvsjö i Stockholm
- Främmande växtlighet, brons, 2012, Stureby tunnelbanestation i Stockholm
- Akvarium – Finns i sjön, 2017, Hägerstenshamnens skola, Stockholm